# 임순영
임순영(1988년 2월 26일 ~)은 대한민국의 가수다. 2014년 싱글 <Harmony>로 데뷔했다.

## 방송
- 슈퍼스타K 5 (2013) - Top6
- 브이에스 (2023) - Top62

## 음반
- 슈퍼스타K5 TOP10 Part1 (2013)
- 슈퍼스타K5 TOP10 Part2 (2013)
- 슈퍼스타K5 TOP10 Part3 (2013)
- 슈퍼스타K5 Just Beginning (2013)
- Harmony (2014)
- 윤곽 (2018)
- 회사 가기 싫어 OST Part.2 (2018)
- 100 (2018)
- 고맙다 (2019)
- 아들의 노래 (2020)